# (5773) Hopper
(5773) Hopper es un asteroide perteneciente al cinturón de asteroides descubierto el 2 de julio de 1989 por Eleanor F. Helin desde el Observatorio del Monte Palomar, Estados Unidos.

## Designación y nombre
Designado provisionalmente como 1989 NO. Debe su nombre a Grace Murray Hopper, una informática estadounidense y contraalmirante de la Armada de los Estados Unidos.

## Características orbitales
Hopper está situado a una distancia media del Sol de 2,252 ua, pudiendo alejarse hasta 2,597 ua y acercarse hasta 1,907 ua. Su excentricidad es 0,153 y la inclinación orbital 4,760 grados. Emplea 1234,72 días en completar una órbita alrededor del Sol.

## Características físicas
La magnitud absoluta de Hopper es 13,6. Tiene 4,583 km de diámetro y su albedo se estima en 0,335. 